# Timidezza e dignità
Timidezza e dignità (Genanse og verdighet) è un romanzo di Dag Solstad del 1994.
In Italia, è stato edito per la prima volta nel 2010 da Iperborea.

## Trama
Uno stanco professore di liceo, Elias Rukla, fa lezione su L'anitra selvatica di Ibsen, infervorandosi alla scoperta di un nuovo spunto di lettura a proposito di un personaggio secondario. Il suo disagio esistenziale e la sofferenza per l'incomprensione dei suoi studenti, che anche stavolta seguono la lezione con ostilità e noia, sfocerà in una violenta crisi di nervi.
Da questo inizio catastrofico il romanzo trae spunto per una lunga meditazione interiore, ripercorrendo la giovinezza di Rukla con un lungo flashback che illuminerà la crisi da una nuova prospettiva.
Nella vivace città di Oslo degli anni sessanta, lo studente Elias Rukla vive all'ombra del suo carismatico miglior amico, Johan Corneliussen, un astro nascente della filosofia e da cui ci sia aspetta una brillante tesi su Kant.  I due discorrono di ideali, partecipano a feste sfrenate e studiano. Con il tempo, Elias Rukla si avvierà alla professione di insegnante, mentre Corneliussen si avvicinerà al marxismo e andrà fuori corso, pur conservando la fiducia dei professori per il suo grandioso avvenire accademico. Quando alla loro amicizia si frapporrà Eva Linde, una ragazza dalla bellezza mozzafiato, sarà Rukla a suggerire a Johan Corneliussen di sposarla.
Mentre la società cambia, con un rapido declino delle idee rivoluzionarie e socialdemocratiche appoggiate dai protagonisti e l'ascesa del neoliberismo individualista, assistiamo allo sviluppo dei personaggi, ormai non più giovani, fino all'inaspettata presa di posizione di Corneliussen, che abbandonerà la moglie e il suo percorso filosofico (giunto a un vicolo cieco) per andare a utilizzare le proprie conoscenze all'estero, negli Stati Uniti, al servizio di un'azienda che incarna appieno la nuova società intraprendente e competitiva.
Che resta a Rukla se non assecondare ancora una volta l'amico, che gli chiede di occuparsi della moglie e della figlia? I due diventeranno una coppia, lui con un senso di crescente disagio per un mondo in cui le sue idee non sono più attuali, e di cui si ha come un tabù, un timore a parlare, e al suo fianco lei, una donna che forse non lo ama e che, non più bella, vive il decadimento della propria bellezza come una liberazione e con un sollievo incomprensibile al nuovo compagno.

## Lettura
Il romanzo, attraverso gli occhi del protagonista, si configura come romanzo psicologico, cerca di analizzare il disagio degli intellettuali occidentali a seguito dello svanire dei propri sogni con la caduta del blocco sovietico. I mutati paradigmi culturali sono visti attraverso gli occhi del protagonista, ancorato a un passato non più alla moda, non più attuale, non più appetibile né comunicabile alle nuove generazioni. 
Un romanzo pessimista ma interlocutorio, che si interroga e interroga il lettore sul ruolo della cultura oggi e delle idee.

## Critica
Il romanzo alla sua uscita in Norvegia è stato accolto come uno dei 25 migliori romanzi degli ultimi 25 anni.

## Edizioni
- Timidezza e dignità (Genanse og verdighet) (1994) - Iperborea, 2010. ISBN 978-88-7091-186-2